# Ali al-Zubaidi
Ali Al-Zubaidi, né le 4 janvier 1993 à Djeddah, est un footballeur international saoudien, évoluant au poste d'arrière droit à Al-Fateh SC.

## Carrière
Al Zubaidi commence à jouer pour l'équipe première de l'Al-Ettifaq en 2012. La même année, il joue ses premiers matchs en équipe d'Arabie saoudite. 
La saison suivante, il est prêté à Al-Ahli le temps de la saison 2013-2014.

## Palmarès
- Championnat d'Arabie saoudite en 2016

## Note et référence
1. ↑  (en) « Fiche de Ali al-Zubaidi », sur national-football-teams.com